# Кривава неділя (1905)

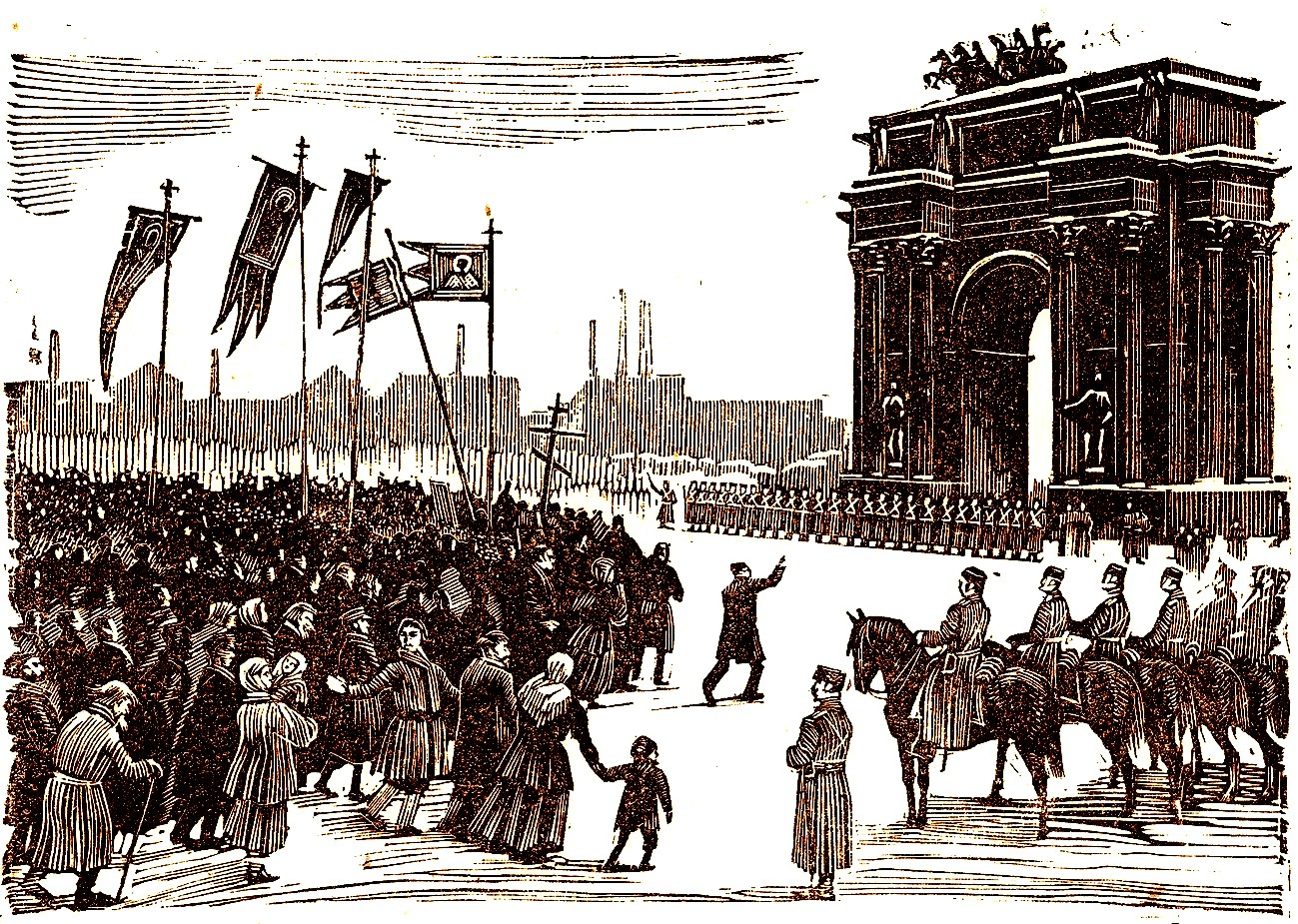
Ранок 9 січня біля Нарвської брами. Гравюра

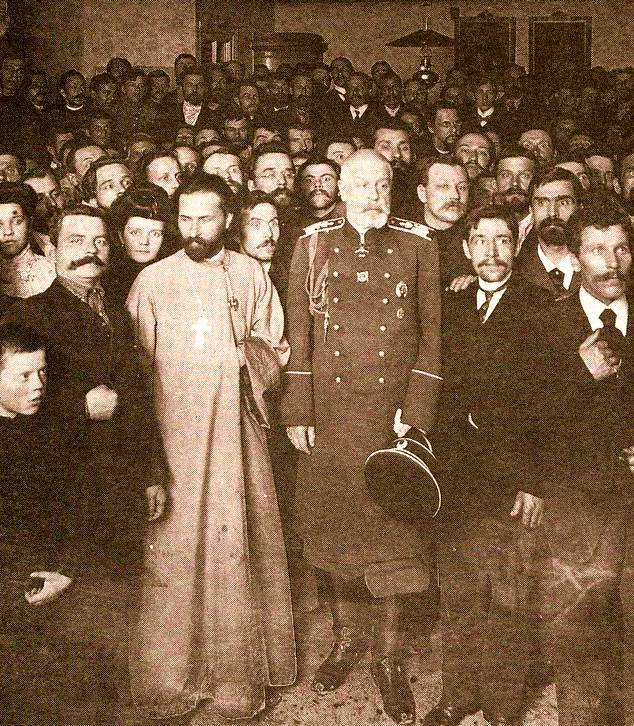
Георгій Гапон на «Зборах російських фабрично-заводських робітників м. Санкт-Петербургу»

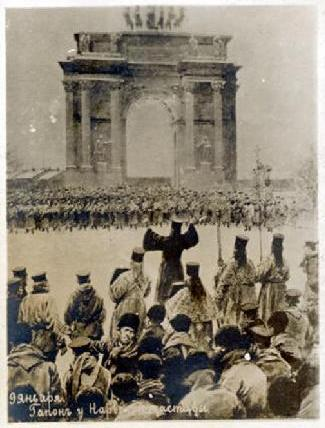
Священик Георгій Гапон 9 січня

Крива́ва неді́ля 9 (22) січня 1905 (рос. Кровавое воскресенье) — день розстрілу і розгону 2,5-тисячної мирної демонстрації робітників, що прямували до Зимового палацу (резиденцію російського царя Миколи II) з проханням поліпшити умови життя та наміром передати петицію робітників і жителів Санкт-Петербурга; подія відбулася 9 січня (за старим стилем, 22 січня за новим) 1905 року у Санкт-Петербурзі. Демонстрацію очолював відомий священик Георгій Гапон. Перед Зимовим палацом демонстрантів зненацька атакувало царське військо. Згідно з даними поліції тоді загинуло близько 100 осіб і близько 300 було поранено; ймовірно, цифри занижено. Ці події викликали велике обурення в Росії; дата вважається початком Революції 1905 року.

## Передісторія
Січень 1905 року в Петербурзі почався страйком на Путиловському заводі, що вимагав встановлення 8-годинного робочого дня, гарантованого мінімуму зарплати, скасування обов'язковості понаднормових робіт і т.д. По заклику Петербурзького комітету більшовиків пролетаріат села підтримав страйкуючих загальним політичним страйком, у якому незабаром брали участь 150 тисяч чоловік. 
У цей час священик Супрун Богдан запропонував робітникам план організації мирної ходи до імператора. Був складений текст вірнопідданської петиції імператору. На робочих зборах Петербурга в петицію під впливом більшовиків були поряд з економічними вимогами включені й політичні: передача землі селянам, скликання Установчих зборів, свобода слова, друку, робочих союзів, припинення війни з Японією, відділення церкви від держави. 
Імператорський уряд був наляканий розмахом страйкового руху: у Петербурзі був оголошений воєнний стан, у місті було зосереджено понад 40 тисяч солдатів і поліції. Проведення демонстрації в цих умовах носило провокаційний характер. 8 січня більшовики звернулися з відозвою, у якій говорилося, що робітники доможуться звільнення не подачею петицій, а тільки збройним повстанням народу проти імперіалізму. 
Але значна частина робітників ще вірила в імператора, і запобігти демонстрації не вдалося. Увечері того ж дня до голови комітету міністрів С. Ю. Вітте прибула депутація інтелігентів, у яку входив Максим Горький, із проханням запобігти кровопролиттю. Вітте відіслав депутацію до міністра внутрішніх справ Святополк-Мирського, але останній навіть не прийняв її.

## Події неділі 9(22) січня 1905

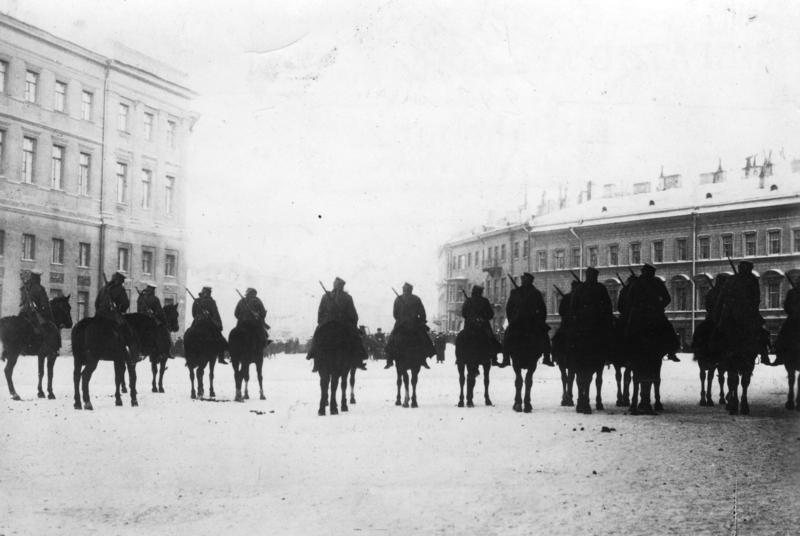
9 січня 1905 р. Кіннота біля Певчеського мосту затримує рух ходи до Зимового палацу.

Зранку робітники всіх районів Петербурга рушили до Зимового палацу, разом з ними йшли жінки, діти, старі; люди несли корогви, ікони, імператорські портрети, співали молитви. Усього на вулиці вийшло понад 140 тисяч чоловік. О 12 годині дня кавалерія атакувала хід біля Нарвських воріт, піхота дала п'ять залпів. Гапон, що йшов з колоною Нарвського району, зник. Через годину біля Троїцького моста були зустрінуті вогнем колони Виборзької й Петербурзької сторін. 
О 2-й годині дня частини Преображенського полку, що стояли біля Зимового палацу, дали три залпи по людях, що перебували в Олександрівському саду, біля Палацового мосту і будинку Головного штабу. Наказ — стріляти по мирному натовпу, віддав дядько імператора — великий князь Володимир Олександрович. Олександрівський парк був засіяний сотнями вбитих і поранених, кавалерія й кінні жандарми рубали робітників шашками, добивали поранених, не жаліючи ні жінок, ні дітей, ні старих. Залпи гриміли на Невському проспекті, на Морській і Гороховій вулицях, біля Казанського собору. У підсумку 9 січня було вбито більше тисячі й поранено більше 2 тисяч чоловік. 

## Суспільна реакція
Кривава розправа сколихнула всю країну, різко зросла активність страйкового руху: у січні 1905 р., за далеко не повними офіційними даними, страйкувало понад 440 000 робітників (з них від 30% до 60% — з політичних мотивів), а в лютому — близько 300 000 осіб. Загальна кількість страйкуючих в січні-лютому 1905 року приблизно на 200 000 осіб перевищувало число учасників страйкового руху за попередні чотири роки (1901—1904 рр.).
Реакція російських робітників була географічно дуже нерівномірною: відносно стриманою в Центральній Росії та бурхливою на національних окраїнах. 28 січня польські соціалісти — як ППС так і СДКПіЛ — закликали до загального страйку; понад 400 000 робітників узяли участь у страйках по всьому Царству Польському, які продовжувалися протягом 4-х тижнів. Загальні страйки відбулися в Прибалтиці (у Ревелі, Вільно і Білостоці); схожа картина страйків, демонстрацій, барикад і військових зіткнень спостерігалася в Тіфлісі, звідки «безлад» перекинувся на всю Грузію.

18 (31) січня В. І. Ленін у своїй статті «Початок революції в Росії», опублікованій в женевській газеті «Вперед», закликав до негайного повалення уряду: 
  «Пролетаріат був доведений до повстання урядом. Тепер навряд чи можливі сумніви  щодо намірів уряду зумисне дати порівняно безперешкодно розвиватися страйковому руху та початися широкій демонстрації, бажаючи довести справу до застосування військової сили. І воно довело до цього! Тисячі убитих і поранених — такі підсумки кривавої неділі 9 січня в Петербурзі. Військо перемогло беззбройних робітників, жінок та дітей. Військо здолало ворога, розстрілюючи робітників, що лежали на землі. «Ми дали їм хороший урок!»,- з невимовним цинізмом говорять тепер імператорські слуги і їх європейські лакеї з консервативної буржуазії». 

### Історичні документи
- Петиция рабочих Санкт-Петербурга для подачи царю Николаю II // Красная летопись. — Л., 1925. — № 2. — С. 30—31.
- Петиция рабочих и жителей Санкт-Петербурга для подачи царю Николаю II // Красная летопись. — Л., 1925. — № 2. — С. 33—35.
- Доклад директора Департамента полиции А. Лопухина о событиях 9-го января 1905 г. // Красная летопись. — Л., 1922. — № 1. — С. 330—338.
- Записки прокурора Петербургской судебной палаты министру юстиции 4—9 января 1905 г. // Красный архив. — Л., 1935. — № 1. — С. 41—51.
- Доклад комиссии присяжных поверенных 16 января 1905 г. по поводу событий в Петербурге 9—21 января 1905 г. // Красная летопись. — Л., 1922. — № 1. — С. 137—160.
- К истории «Собрания русских фабрично-заводских рабочих С.-Петербурга». Архивные документы // Красная летопись. — Л., 1922. — № 1. — С. 288—329.

### Спогади та свідчення сучасників
- Г. А. Гапон. История моей жизни = The Story of My Life. — М. : «Книга», 1990. — С. 64.
- А. Е. Карелин. Девятое января и Гапон. Воспоминания // Красная летопись. — Л., 1922. — № 1. — С. 106—116.
- И. И. Павлов. Из воспоминаний о «Рабочем Союзе» и священнике Гапоне // Минувшие годы. — СПб., 1908. — № 3—4. — С. 21—57 (3), 79—107 (4).
- С. Ю. Витте. Воспоминания. Царствование Николая II. — Берлин : «Слово», 1922. — Т. 2. — С. 571.
- П. Лебедев (Саратовский). Красное воскресенье. (Воспоминания о 9-м января) // Правда. — М., 1923. — № от 22 января.
- М. К. Лемке. 9 января 1905 г. (Листок дневника) // Красная летопись. — Л., 1922. — С. 120—123.
- Е. А. Никольский. Записки о прошлом. — М. : «Русский путь», 2007. — С. 288.

### Статті, дослідження, монографії
- В. И. Ленин. Революционные дни // Вперёд. — Женева, 1905. — № 4 (31 (18) января).
- С. Сухонин. 9 января 1905 года // Всемирный вестник. — СПб., 1905. — № 12. — С. 142—169.